# Sapyga
Sapyga är ett släkte av steklar som beskrevs av Pierre André Latreille 1796. Sapyga ingår i familjen planksteklar.
Sapyga är enda släktet i familjen Sapygidae.
Kladogram enligt Dyntaxa:
| Sapyga | \| \| Sapyga clavicornis \| \| \| \| \| \| Sapyga quinquepunctata \| \| \| \| \| \| Sapyga similis \| \| \| \| |
|        | \| \| Sapyga clavicornis \| \| \| \| \| \| Sapyga quinquepunctata \| \| \| \| \| \| Sapyga similis \| \| \| \| |
|        | Sapyga clavicornis                                                                                             |
|        | |
|        | Sapyga quinquepunctata                                                                                         |
|        | |
|        | Sapyga similis                                                                                                 |
|        | |